# Pont d'en Climent
El pont d'en Climent és un pont que hi ha al territori del municipi de Vilada, al Berguedà que ha estat inventariat al mapa de patrimoni cultural com a patrimoni immoble amb el número IPAC-3721. Està situat a prop del nucli de Vilada, en un antic camí que l'unia amb el Monestir de Sant Pere de la Portella. S'utilitza per salvar el riu Merdançol (o Margançol), que és un afluent del Llobregat.

## Descripció i característiques
El pont d'en Climent té un sol arc de pedra. Situat en un camí carreter que surt de la carretera general, abans de Vilada i arriba fins al pont.